# ホーエンローエ郡
ホーエンローエ郡（標準ドイツ語：Hohenlohekreis、アレマン語：Hohelohchrais）は、ドイツ連邦共和国バーデン＝ヴュルテンベルク州の郡。
シュトゥットガルト行政管区のハイルブロン＝フランケン地域連合に属す。ホーエンローエ郡は、南西および西にハイルブロン郡、北にネッカー＝オーデンヴァルト郡およびマイン＝タウバー郡、東および南にシュヴェービッシュ・ハル郡と境を接している。

## 地理
ホーエンローエ郡は、ホーエンローエ平野およびバウラント南部の一部を成し、南はシュヴェービッシュ＝フレンキシャー・ヴァルト自然公園に属すヴァルデンブルクの森に面している。郡域内を、ともにネッカー川右岸の支流であるヤクスト川とコッハー川が流れている。郡内の最高地点は、ヴァルデンブルク近郊の標高523mの地点である。

## 歴史
ホーエンローエ郡は、1973年1月1日の郡の再編によって形成された。かつてのエーリンゲン郡とキュンツェルスアウ郡がこの郡に統一された。郡域には、ブーヒェン郡、シュヴェービッシュ・ハル郡、クライルスハイム郡からもいくつかの集落が編入された。郡庁所在地はキュンツェルスアウと定められた。旧エーリンゲン郡および旧キュンツェルスアウ郡はどちらも、1803年にホーエンローエ地方の領主権がヴュルテンベルク王国に移った後に設けられたヴュルテンベルク時代の同名のオーバーアムト（上級地方行政機関）にその起源を持つ。オーバーアムト・エーリンゲンは、1926年に廃止されたオーバーアムト・ヴァインスベルクの東部を併合した。1938年にオーバーアムトは郡に移行し、境界の変更が行われた。クラウトハイム周辺地域は、1945年まではバーデン領であった。初めは独自のアムトが設けられたが、1864年にアムト・ボックスベルクに統一され、さらにその廃止に伴いブーヒェン郡に編入された。郡の再編時にブーヒェン郡のほとんどの部分はネッカー＝オーデンヴァルト郡に移行したのだが、クラウトハイム周辺地域はホーエンローエ郡に編入された。市町村再編の合併後、ホーエンローエ郡は16市町村を有している。そのうち郡所属市は8つ、さらにそのうちの一つ（エーリンゲン）は「大規模郡都市」である。最大の都市はエーリンゲン、最小の町はツヴァイフリンゲンである。

### 人口推移
国勢調査(¹)、あるいはバーデン＝ヴュルテンベルク州の統計局の資料に基づく、この地域の人口推移は以下の通り。
| 年              | 人口（人） |
| --------------- | ---------- |
| 1973年12月31日  | 84,933     |
| 1975年12月31日  | 83,514     |
| 1980年12月31日  | 83,872     |
| 1985年12月31日  | 85,510     |
| 1987年5月27日 ¹ | 86,675     |
| 1990年12月31日  | 92,907     |

| 年             | 人口（人） |
| -------------- | ---------- |
| 1995年12月31日 | 104,347    |
| 2000年12月31日 | 107,754    |
| 2005年12月31日 | 109,718    |
| 2010年12月31日 | 108,913    |
| 2015年12月31日 | 110,181    |

## 行政
郡の行政は、郡議会と郡長によって運営されている。

### 郡議会
郡議会は、5年ごとに郡内の選挙によって選出される。2019年の郡議会選挙の政党別得票率と議席配分を以下に示す。
| 政党   | 得票率 (%) | 議席数 |
| ------ | ---------- | ------ |
| CDU    | 33.0       | 13     |
| GRÜNE  | 14.4       | 7      |
| SPD    | 11.4       | 6      |
| FDP    | 9.2        | 4      |
| AfD    | 6.5        | 3      |
| 左翼党 | 2.8        | 1      |
| WV     | 22.7       | 9      |

### 郡長
郡議会は、任期8年の郡長を選出する。郡長は、法律上、郡の代表者であり責任者であるとともに郡議会および委員会の議長をも務める。郡長は、郡議会および郡の官僚を指導する。
郡庁および郡職員を司る。その職責は、郡議会を準備し議員を招集すること、および決議事項を執行することである。郡長は、特に必要であるとの議決が成されない限りは、専門委員会での投票権を持たない。
郡再編後、すなわちホーエンローエ郡成立後の郡長は、
- 1973年 - 1989年: フランツ・アントン・ズセット
- 1989年 - 2013年: ヘルムート M. ヤーン
- 2013年 - : マティアス・ネート

### 紋章
図柄: 銀の6本のスポークを持つ水車が描かれた赤地の基部の上は、銀地で、赤い舌を出して悠然と歩く尻尾は垂れ下がった2頭の黒いヒョウが描かれている。（1974年4月3日採択）
意味: 上部も基部も19世紀初めまで、この郡域を治めたかつての領主の紋章を象徴している。すなわち、ホーエンローエ侯のヒョウとマインツ司教君主のマインツァー・ラート（「マインツの輪」）である。

### 友好地区
- リムリック県 （アイルランド）

## 経済と社会資本
経済の重点は主に、電子技術産業、機械製造や乗り物の製造等を含む金属加工業、制御工学・操縦工学関連企業および繊維業、出版業などである。
製造業者や手工業者の他に、Würth, Berner あるいは BTI をはじめとする数多くの、有名で重要な工具メーカーがホーエンローエ郡を本拠としている。郡の16市町村は、安価な工業用地を提供するなどして新たな企業進出や、操業規模拡大を支援している。かつては、農業が圧倒的で、バーデン＝ヴュルテンベルク州内で最も脆弱な経済基盤の郡であったが、近年は構造変化を成し遂げている。
また、自動車部品メーカーの世界的なウルトの本社と工場がある。

### 交通

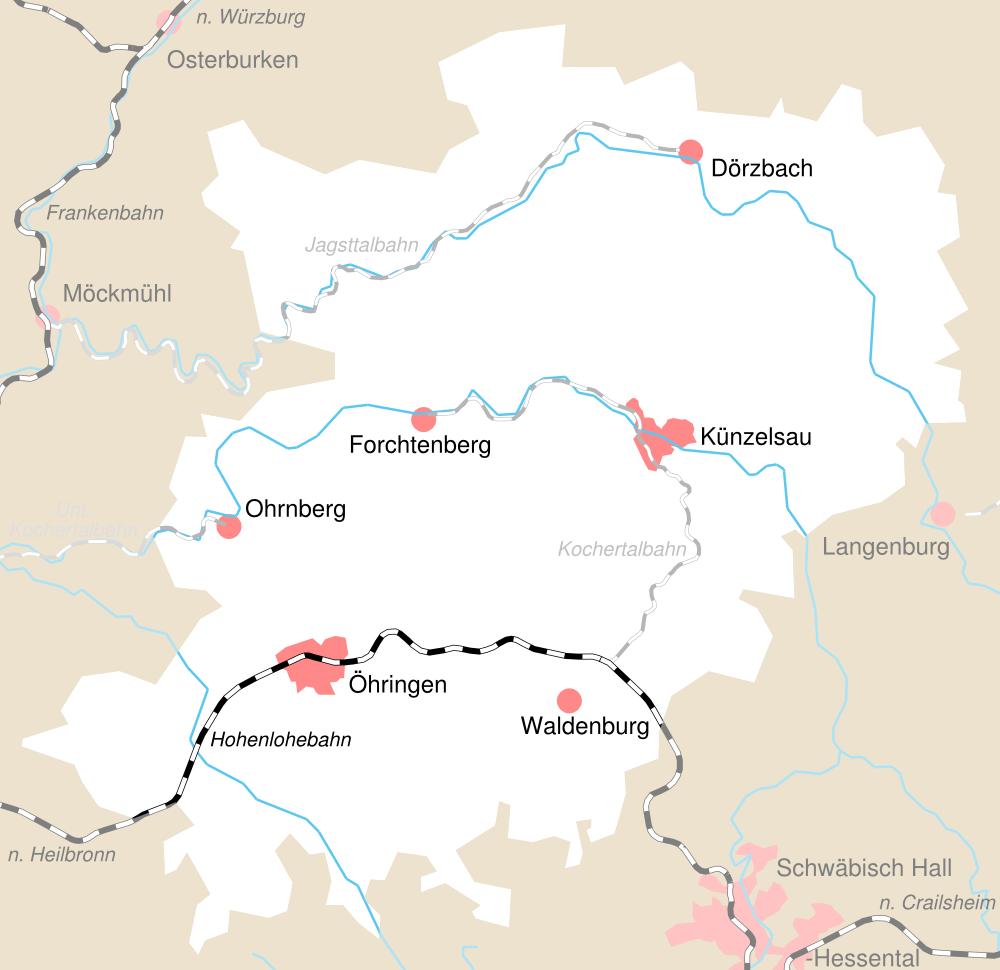
ホーエンローエ郡の鉄道網。薄い灰色の路線は旅客運行が停止されている路線

郡域の南部を、連邦アウトバーンA6号（マンハイム - ニュルンベルク線）が走っている。この他に、多くの連邦道、州道、郡道が開発されている。重要な連邦道としては、B19号シュヴェービッシュ・ハル - ヴュルツブルク線がある。
エーリンゲン市には1862年すでにヴュルツブルク国営鉄道ハイルブロン - シュヴェービッシュ・ハル線（コッハー鉄道）が敷設されていた。1892年にこの路線のヴァルデンブルクから支線のコッハータール鉄道がキュンツェルスアウまで分岐し、1924年には、ドイツ帝国鉄道により、さらにコッハー川を下ってフォルヒテンベルクまで延長された。
フォルヒテンベルクから、ウンテーレ・コッハー鉄道の終点までは約14kmの未開通区間が残された。ウンターコッハー鉄道は、1913年にヴュルテンベルク鉄道会社が開通させたバート・フリードリヒスハレ＝ヤクストフェルトからオールンベルクまでを結ぶ鉄道である。
ヤクスト渓谷には、1900年から1901年にフェリング＆ヴァエヒター社が狭軌鉄道のヤクストタール鉄道をすでに開通させていた。この鉄道は、幹線ヴュルツブルク - ハイルブロン間のメックミュールから谷を遡りデルツバッハまでを結んでいた。
郡は、1980年頃から郡内の全市町村にバスなどの定期交通を走らせるホーエンローエ近距離交通モデルを制定している。アルプタール交通会社のトラムトレインS4路線がホーエンローエ鉄道を利用してエーリンゲンまで延長されるまで（2005年12月）は、郡内にかつて設けられた78kmの鉄道路線のうち、わずか28kmに4つの駅（ヴァルデンブルク、ノイエンシュタイン、エーリンゲン、ブレッツフェルト）があるのみであった。
以下の路線で旅客運行が廃止された。
- 1951年: ヤクストタール鉄道 （メックミュール）- ベルリヒンゲン - デルツバッハ 23km（1967年から1979年には通学時間のみ運行していた）
- 1980年: コッハータール鉄道 ヴァルデンブルク - キュンツェルスアウ - フォルヒテンベルク 24km
- 1993年: ウンテーレ・コッハータール鉄道 （バート・フリードリヒスハレ＝ヤクストフェルト）- メクリンゲン - オールンベルク 3km

バス路線は、ホーエンローエ郡の独立事業部のホーエンローエ郡近郊交通 (NVH)、および交通連盟ハイルブロン・ホーエンローエ・ハル近郊交通が運行している。

## 市町村
| 市 - フォルヒテンベルク (Forchtenberg 5,302) - インゲルフィンゲン (Ingelfingen 5,489) - クラウトハイム (Krautheim 4,643) - キュンツェルスアウ (Künzelsau 16,436) - ノイエンシュタイン (Neuenstein 6,722) - ニーデルンハル (Niedernhall 4,213) - エーリンゲン (Öhringen 25,591) - ヴァルデンブルク (Waldenburg 3,040) 行政共同体 ホーエンローアー・エベーネ自治体行政連合 ノイエンシュタインに本部を置く。加盟自治体: ノイエンシュタイン、ヴァルデンブルク、クプファーツェル。 クラウトハイム自治体行政連合 クラウトハイムに本部を置く。加盟自治体: クラウトハイム、デルツバッハ、ムルフィンゲン。 キュンツェルスアウ行政共同体 キュンツェルスアウに一部の行政機能を委託する形態で、インゲルフィンゲンがその加盟自治体である。 ミットレーレス・コッハータール自治体行政連合 ニーデルンハルに本部を置く。加盟自治体: フォルヒテンベルク、ニーデルンハル、ヴァイスバッハ。 エーリンゲン行政共同体 エーリンゲンに一部の行政機能を委託する形態で、プフェーデルバッハおよびツヴァイフリンゲンがその加盟自治体である。 | 町村 - ブレッツフェルト (Bretzfeld 12,645) - デルツバッハ (Dörzbach 2,597) - クプファーツェル (Kupferzell 6,570) - ムルフィンゲン (Mulfingen 3,651) - プフェーデルバッハ (Pfedelbach 9,397) - シェーンタール (Schöntal 5,634) - ヴァイスバッハ (Weißbach 2,075) - ツヴァイフリンゲン (Zweiflingen 1,791) |

（かっこ内の単位のない数値は、2023年12月31日現在の人口である。）

## 引用
1. 1 2  Statistisches Landesamt Baden-Württemberg – Bevölkerung nach Nationalität und Geschlecht am 31. Dezember 2023 (CSV-Datei)
2. ↑  “Kreistagswahlen 2019 - Landkreis Hohenlohekreis”.   Statistisches Landesamt Baden-Württemberg. 2021年5月10日閲覧。

## 関連図書
- Der Hohenlohekreis. Hrsg. vom Landesarchiv Baden-Württemberg in Verbindung mit dem Hohenlohekreis. Thorbecke, Ostfildern 2006 (Baden-Württemberg – Das Land in seinen Kreisen), ISBN 3-7995-1367-1
- Siegfried Baier: Das Hohenloher Land. Baier Verlag, Crailsheim 2001, ISBN 3-929233-13-4
- Naftali Bar-Giora Bamberger: Die jüdischen Friedhöfe im Hohenlohekreis. Hrsg. Landratsamt Hohenlohekreis, Swiridoff-Verlag, Künzelsau 2002, ISBN 3-934350-59-3
- Brunhilde Bross-Burkhardt: Hohenlohe – Der Reiseführer. Swiridoff Verlag, Künzelsau 2004, ISBN 3-89929-019-4
- Albrecht Gaebele: Hohenlohe – Der Kreis zwischen Ohrn – Kocher – Jagst. Kehrer Offset GmbH, Freiburg 2001
- Gertrud Schubert, Roland Schweizer: Hohenlohe – Landschaft, Menschen und Kultur. Mira-Verlagsgesellschaft, Künzelsau 2002, ISBN 3-89222-620-2

治水関連: 
- Bernhard H. Lott: Der Kocher von der Quelle bis zur Mündung. Swiridoff Verlag, Künzelsau 2002, ISBN 3-934350-80-1
- Bernhard H. Lott: Die Jagst von der Quelle bis zur Mündung. Swiridoff Verlag, Künzelsau 2001, ISBN 3-934350-25-9
- Erhard Weis: Die Kupfer von der Quelle bis zur Mündung. Swiridoff Verlag, Künzelsau 2001, ISBN 3-934350-52-6

文化:
- Roland Silzle, Dieter Ziegler-Naerum: Brotgeschichten aus Hohenlohe. Silberburg-Verlag, Tübingen 2006, ISBN 3-87407-574-5

（以上の文献はドイツ語版の参考文献として挙げられていたものであり、日本語版作成に際して直接参照してはおりません。